# Job's Cove
Job's Cove est une municipalité canadienne située sur l'île de Terre-Neuve dans la province de Terre-Neuve-et-Labrador.  Elle est traversée par la route 70.